# Bosbouw in Suriname

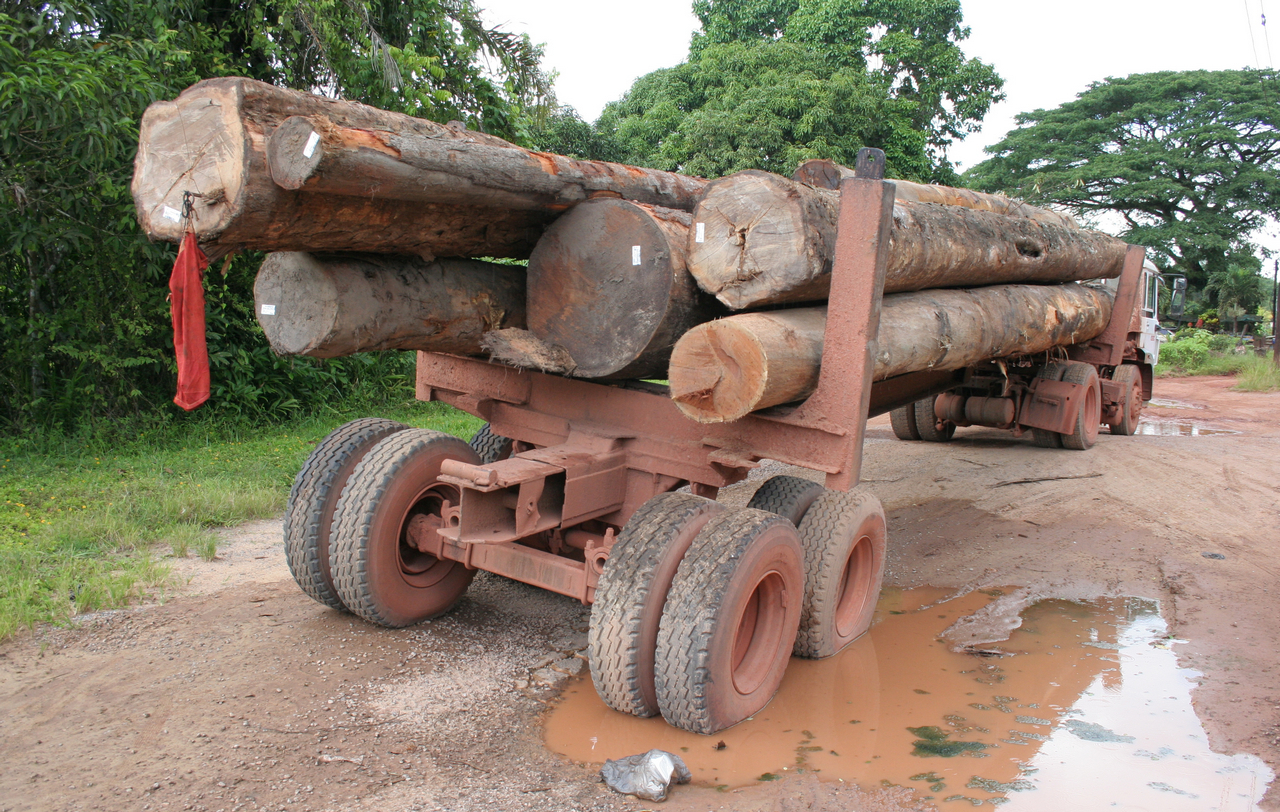
Boomstammenvervoer bij Stolkertsijver, 2008

Bosbouw in Suriname verwijst naar het bosbeheer van de tropisch bossen ten behoeve van de klein- tot grootschalige economie van Suriname.

## Geschiedenis

### Tot de 20e eeuw
Documenten uit 1650 beschrijven de handel in letterhout tussen inheemse Surinamers en Zeeuwse zeelieden. In de Nederlanden werd dit hout gebruikt om stempels voor briefhoofden mee te maken.
Tot de afschaffing van de slavernij werd er door slaafgemaakten hout geoogst. Om transport mogelijk te maken bevonden deze houtplantages zich langs de rivieren. Aan herplant werd niet gedaan. Tevens leverden de marrons ook hout aan de overheid en het bedrijfsleven.

### Balatawinning (tot 1970)

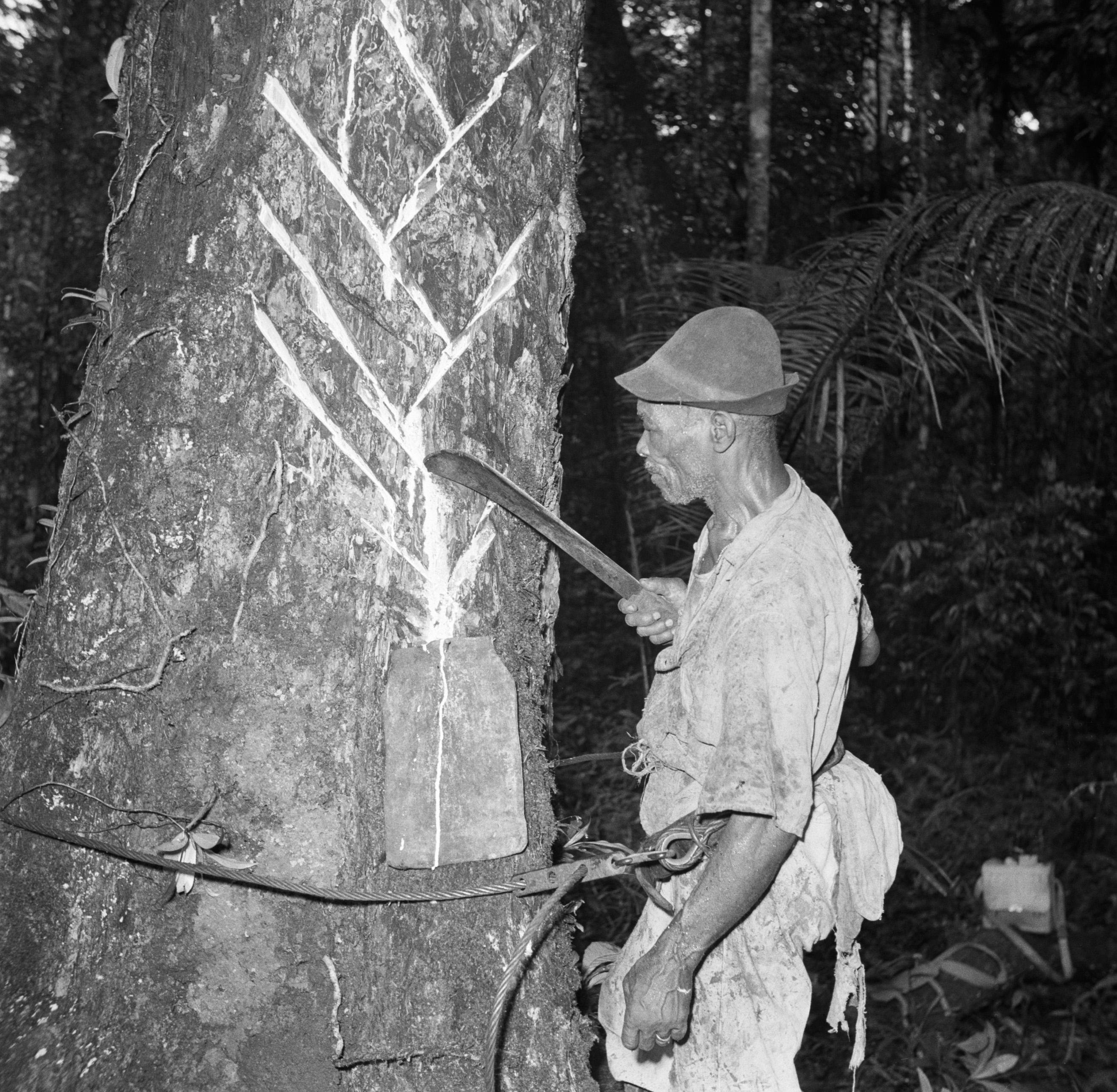
Een balatableeder in Nickerie, 1947

Nog voor het eind van de 19e eeuw begon de winning van balata. De winning van dit rubberachtige product was winstgevender dan houtkap en minder kapitaalintensief. In 1914 werd een verordening afgekondigd die het tappen en bereiden van balata reguleerde om uitputting van de balatabomen te voorkomen. In de eerste decennia van de eeuw leverde deze tak van de economie werk aan duizenden balatableeders. De export piekte in 1913 en daalde daarna tot de sector in de jaren 1970 ophield te bestaan. De bescherming van de balataboom werd in de Wet Bosbeheer van 1992 niettemin hernieuwd. De bossector leverde door de balataproductie inkomsten op voor de overheidskas.

### Productiebos (1904-1947)
Onder invloed van het succes van de productie van teakhout op Java, waar dit al voor de kolonisatie op seminatuurlijke wijze gebeurde, stelde hoogleraar A.M. Berkhout in 1904 tegenover de Nederlandse regering dat tropische bossen niet regenereerden zonder menselijk ingrijpen. Hij adviseerde daarom een kapcyclus van vijftig jaar te hanteren in combinatie met herplantschema's. Zijn type productiebos werd uitgeprobeerd op bossen langs de Lawaspoorweg ter grootte van 10.000 hectare. In 1926 werd het project stilgelegd omdat de verwachte inkomsten niet gehaald werden.

### 's Lands Bosbeheer (1947-1975)
De Dienst 's Lands Bosbeheer (LBB) werd op 21 juli 1947 ingesteld als opvolger van het Boschwezen. Er waren hoge verwachtingen over een start van de bosindustrie, maar de resultaten vielen in de decennia erna tegen. Het enige bedrijf dat erin slaagde aan internationale standaarden te voldoen was Bruynzeel Suriname Houtmaatschappij. Verder was er geen sprake van een moderne houtkap- en houtverwerkingsindustrie. Er werden twee zaagmolens van overheidswege gebouwd aan de Corantijn en de Saramacca, en er was sprake van monocyclische houtkap. Op enkele leeggekomen terreinen werden pijnbomen geplant om de lokale markt te bedienen met houtproducten en industrieel hout. Feitelijk was van bosbeheer geen sprake.

### 1975-1990
In de jaren 1970 en 1980 was er sprake van een grote braindrain waar ook de houtsector mee te maken kreeg, vanwege de uittocht van inwoners rond de onafhankelijkheid van Suriname en tijdens de militaire onderdrukking. Vervolgens kreeg de sector te maken met de vernietiging van materieel tijdens de Binnenlandse Oorlog. LBB kon amper aan gekwalificeerd personeel komen en moest een aantal taken beëindigen of uitstellen, waaronder in 1977 de exploitatie van de pijnboomplantages. Vrijwel alle 24 boswachterstations en bijbehorende bezittingen gingen verloren tijdens de oorlog.

### Vanaf 1990
Verschillende pogingen mislukten om de LBB weer tot leven te brengen, totdat in 1999 de Stichting voor Bosbeheer en Bostoezicht (SBB) werd opgericht die alle bostaken overnam, waaronder bosbeheer en -inspectie. Voor Bruynzeel was het inmiddels te laat. Het bedrijf had een jarenlange neergang gekend en ging rond 2005 failliet, zonder een doorstart te kunnen maken.
De Wet Bosbeheer bestond in 1974 al in eerste aanleg. Na grondige wijzigingen werd deze in 1992 door De Nationale Assemblée aangenomen. Het geeft de overheid een sterker instrument dan de verordening van 1947 om de bossen te beheren en toe te zien op het gebruik en natuurbescherming. In de praktijk kwam het echter amper tot deze uitvoering. Het duurde nog een decennium voordat de bosproductie onder controle kwam. Toen de accijns op de oogst werd verhoogd van 0,50 US$ naar 6,00 US$ droeg de bossector sinds de balatawinning weer bij aan de overheidskas. Verder waren de concessies beter onder controle gebracht en werden in 2008 houtcertificaten ingevoerd. SBB groeide in de jaren 2000 uit tot een functionerende organisatie en kende in 2009 130 medewerkers. De SBB regelt ook de opslagplaatsen voor rondhout.
Aanvankelijk zou in 2007 een Bos- en Natuurbeheerautoriteit Suriname (BOSNAS) worden ingesteld, waarin de SBB en Natuurbeheer hadden moeten worden samengevoegd. Deze is er niet gekomen. De regering-Santokhi richtte in juli 2024 de Nationale Milieu Autoriteit op, als opvolger van het Nationaal Instituut voor Milieu en Ontwikkeling in Suriname (NIMOS), dat sinds de oprichting in 1998 verantwoordelijk was voor milieubescherming in de bossen.

## Eigendom
De Grondwet van Suriname van 1987 bepaalt dat alle bossen eigendom zijn van de overheid, behalve de bossen op land dat in privé-eigendom is. In 2015 besloegen de bossen in privé-eigendom een oppervlakte van 50.000 hectare. Daarnaast worden bossen in concessie gegeven. In 2015 ging het om de volgende concessies:
| Tijdsduur                       | concessiegrootte (ha.) | aantal | oppervlakte (ha.) | gemiddelde (ha.) |
| ------------------------------- | ---------------------- | ------ | ----------------- | ---------------- |
| Korte termijn (1-5 jaar)        | tot 5.000              | 30     | 121.300           | 4.042            |
| Middellange termijn (5-10 jaar) | 5.000-50.000           | 22     | 447.300           | 20.331           |
| Lange termijn (10-20 jaar)      | 50.000-150.000         | 4      | 495.000           | 123.758          |

### Gemeenschapsbossen
Gemeenschapsbossen zijn bosgebieden die in eigendom zijn van een groep bewoners die in het binnenland in een dorp of in stamverband leven. De gemeenschapsbossen zijn geregeld in artikel 41 lid 2 van de Wet Bosbeheer van 1992. In 2015 waren er de volgende erkende gemeenschapsbossen:
| aantal | gemiddelde (ha.) | oppervlakte (ha.) |
| ------ | ---------------- | ----------------- |
| 85     | 550.500          | 6.459.000         |

Het recht op de collectieve grondgebieden in het binnenland staat begin 21e eeuw al decennia onder druk. De inheemsen en de marrons zijn hierover internationale juridische procedures gestart en hadden in 2005 en 2007 succes bij het Inter-Amerikaans Hof voor de Rechten van de Mens. Ook spanden Karaïbische en Arowakse dorpen in 2007 een zaak aan waarin het Inter-Amerikaanse Hof in 2016 een uitspraak in hun voordeel deed. In het vonnis wordt de Surinaamse staat gesommeerd binnen twee jaar collectieve grondrechten op het traditionele territorium van de volken toe te kennen. Het dossier werd niet afgerond door het kabinet-Bouterse/Adhin en was in mei 2023 ook nog steeds niet geregeld door het kabinet-Santokhi/Brunswijk. In 2023 ontaardde de boosheid van inheemsen in Para in een gewelddadig protest met twee doden en meerdere gewonden. Ondanks conceptwetsvoorstellen zijn de grondenrechten nog steeds niet wettelijk geregeld (stand 2024).

### Buitenlandse houtbedrijven
Vanaf 1994 werden grote houtconcessies in handen gegeven van drie Aziatische bedrijven die als voorwaarde meekregen om de Surinaamse houtsector te moderniseren. Deze ondernemingen zijn failliet gegaan en hebben op een middelgrote zaagmolen na niets aan de ontwikkeling van de houtkap- en houtverwerkingsindustrie bijgedragen.
Rond 2010 waren zes Chinese houtbedrijven in Suriname actief. Deze hebben in zeer beperkte mate bijgedragen aan modernisering. Slechts een multiplexmolen is door hen ingebracht en ze hebben een training voor een gereduceerde impact van de houtkap gegeven.

## Productie
Suriname produceerde in 2016 de volgende hoeveelheden rondhout:
| District   | Rondhout in m3 |
| ---------- | -------------- |
| Brokopondo | 124.099        |
| Commewijne | 10.498         |
| Coronie    | 36             |
| Marowijne  | 25.018         |
| Nickerie   | 97             |
| Para       | 122.988        |
| Saramacca  | 38             |
| Sipaliwini | 300.744        |
| Totaal     | 583.518        |

## Vertegenwoordiging
Houtbedrijven worden vertegenwoordigd door de Algemene Surinaamse Hout Unie (ASHU), het Platform Houtsector Suriname (PHS), de Vereniging Binnenlandse Houtproducenten en sinds circa 2023 de Vereniging van Rondhout Exporteurs (VRE). Ze hebben terugkerend overleg met de Stichting voor Bosbeheer en Bostoezicht (SBB) en andere particuliere organisaties in de sector.

## Overheid
De bosbouwsector was in 2017 goed voor 205,6 miljoen SRD voor de Surinaamse overheid (ruim 25 miljoen euro tegen een koers van 1:8). Dit bedrag bestond uit 36,5 miljoen SRD voor bosbouwheffingen, 82 miljoen SRD voor exportrechten niet-bewerkt en ruw hout, 24,3 miljoen SRD aan brandstofheffingen en 62,8 miljoen SRD aan inkomstenbelasting.
In de wet Bosbeheer is geregeld dat na het kappen van een boom de volgende op minstens tien meter afstand moet staan. 40% van het rondhout werd in 2017 geëxporteerd, de rest werd geleverd aan lokale houtmarkten. Het rendement uit gezaagd rondhout was 33%, oftewel 67% is afval, bij gebrek aan gekwalificeerde machines.

## Vernielde wegen en bruggen
De gekapte bomen worden voor een groot deel via de weg vervoerd met trucks, die door hun gewicht bruggen en wegen vaak zodanig beschadigen dat ze een tijdlang moeten worden afgesloten.